# Noriyasu Akase
Noriyasu Akase (赤瀬 範保, Akase Noriyasu) est une personnalité japonaise engagée dans la lutte contre  le sida, ainsi que la première personne ayant admis publiquement être séropositif au Japon. Il est à la suite de cette révélation l'objet d'une focalisation abusive des médias jusqu'à sa mort le 17 juin 1991, et sa famille subit des discriminations supplémentaires en raison de son statut de séropositif.

## Révélation
En 1988, Akase apparait dans une interview télévisée de NHK prononçant ces mots : « Je me réjouirais juste si vous me décrivez comme un vieil homme ordinaire atteint d'hémophilie, un vieux de la vieille qui a contracté le VIH et s'amuse malgré son handicap. J'aimerais que mes amis montrent du courage et usent du temps qui leur reste de façon qui leur fasse sens. C'est bien de s'inquiéter et c'est bien de penser à toutes sortes de choses, mais le temps continue, peu importe combien vous vous inquiétez".

## Conséquences
L'épouse d'Akase est congédiée de son travail d'infirmière après que son employeur ait découvert que son mari avait le sida. Elle est ensuite licenciée six fois par d'autres employeurs pour la même raison.

## Postérité
Son nom est cité dans le bloc 12, le patchwork des noms dédié à la mémoire des victimes du sida en Nouvelle-Zélande.